# Nemipterus japonicus
Nemipterus japonicus är en fiskart som först beskrevs av Bloch, 1791.  Nemipterus japonicus ingår i släktet Nemipterus och familjen Nemipteridae. Inga underarter finns listade i Catalogue of Life.